# Erli
Erli é uma comuna italiana da região da Ligúria, província de Savona, com cerca de 244 habitantes. Estende-se por uma área de 16 km², tendo uma densidade populacional de 15 hab/km². Faz fronteira com Castelbianco, Castelvecchio di Rocca Barbena, Garessio (CN), Nasino, Zuccarello.

## Demografia
| Variação demográfica do município entre 1861 e 2011                               |
|                                                                                   |
| Fonte: Istituto Nazionale di Statistica (ISTAT) - Elaboração gráfica da Wikipedia |